# Луджмеш
Луджмеш (на полски: Ludźmierz, [ˈlud͡ʑmjɛʂ]) е село в Малополско войводство, южна Полша, част от община Нови Тарг на Новотаргски окръг. Населението му е около 2 100 души (2006).
Разположено е на 589 метра надморска височина във Западните Карпати, на 20 километра северозападно от границата със Словакия и на 65 километра южно от Краков. Селището възниква през 1234 година около църквата „Света Богородица“ и установилата се при нея общност от цистерцианци.